# Comuna Hremeace, Ostroh
Hremeace (în ucraineană Грем'яче) este o comună în raionul Ostroh, regiunea Rivne, Ucraina, formată din satele Hremeace (reședința), Hroziv și Mîhailivka.

## Demografie
Componența lingvistică a comunei Hremeace
     Ucraineană (98,77%)
     Alte limbi (0,62%)
Conform recensământului din 2001, majoritatea populației comunei Hremeace era vorbitoare de ucraineană (98,77%), existând în minoritate și vorbitori de alte limbi.